# قالوی‌رسول آقاقالوی‌باسودلان
قالوی‌رسول آقاقالوی‌باسودلان، روستایی از توابع بخش مرکزی شهرستان بوکان در استان آذربایجان غربی ایران است.

## جمعیت
این روستا در دهستان ایل‌گورک قرار دارد و براساس سرشماری مرکز آمار ایران در سال ۱۳۸۵، جمعیت آن ۴۴۶ نفر (۶۲ خانوار) بوده‌است.